# Proechimys kulinae
Proechimys kulinae es una especie de roedor de la familia Echimyidae.

## Distribución geográfica
Se encuentra en Brasil y Perú.